# Miguel Pinto
Miguel Ángel Pinto Larraín (né le 4 juillet 1983 à Santiago du Chili) est un joueur de football chilien, qui joue en tant que gardien de but.
Pinto est connu pour concevoir ses propres designs sur ses maillots de gardien, à l'instar de l'ancien gardien José Luis Chilavert. Pinto incorpore régulièrement un lion ou un hibou sur ses maillots, qui est la mascotte de l'Universidad de Chile. Il a un frère jumeau nommé Juan Francisco et est surnommé Miguelito ou encore Criptonita (kryptonite).

## Carrière

### Club
Pinto commence sa carrière professionnelle en 2002 contre l'éternel rival de l'Universidad de Chile, le Colo-Colo, après la blessure des premiers et deuxième gardien de l'équipe lors du même match. Lors de ce premier match, il gardera sa cage inviolée. 
Pinto devient alors le second gardien de l'équipe pour les saisons 2004 et 2005 derrière Jhonny Herrera, jusqu'à ce que ce dernier fut transféré au Brésil chez les Corinthians en 2006, propulsant Pinto comme premier choix pour garder les buts. 
En 2006, Pinto essuie pourtant les critiques quant à son niveau jugé très moyen par certains, mais est nommé l'année suivante en 2007 meilleur joueur de l'année de l'Universidad de Chile. Après une très bonne saison 2008, l'Universidad de Chile se qualifie pour les tours préliminaires de la Copa Libertadores 2009, ce qui envoie Pinto à sa première participation à une compétition internationale. L'Universidad de Chile est défait contre CF Pachuca au premier tour malgré les bonnes performances de Pinto à chaque match. Il livre ensuite une incroyable performance face aux brésiliens du Gremio FPA de Porto Alegre avec de nombreux arrêts réflexes (il reçut lors du match pas moins de 25 tirs cadrés). Pinto joue ensuite 10 matchs lors du tournoi et encaisse 11 buts. Des rumeurs surgissent alors laissant croire que Pinto aurait pu partir chez le géant mexicain du CD Cruz Azul à la mi-2009 pour une somme de 1,2 million de dollars. Pinto remporte son premier titre avec l'Universidad de Chile à la fin du tournoi d'Apertura 2009.

### Équipe nationale
Pinto joue tout d'abord avec la sélection lors du Championnat des moins de 20 ans de la CONMEBOL de 2003. 
En 2006, Pinto fait ses grands débuts avec l'équipe senior du Chili contre la Côte d'Ivoire puis contre l'Irlande. Le sélectionneur chilien de l'époque, Nelson Acosta appelle Pinto en tant que troisième gardien chilien pour la Copa América 2007, essuyant le refus de Pinto qui se refuse à n'être que le troisième gardien et ne part donc pas au Venezuela. En 2007, l'entraîneur argentin Marcelo Bielsa le convoque régulièrement avec le Chili et nomme Pinto second gardien derrière Claudio Bravo. En mai 2009, Pinto et l'équipe chilienne participe à la coupe Kirin, compétition lors de laquelle Pinto encaisse cinq buts en deux matchs.
Il fait également partie des 23 qui disputent la coupe du monde 2010 en Afrique du Sud.

## Statistiques en club
| Club                 | Saison         | Championnat | Championnat | Coupe  | Coupe | Amérique | Amérique | Total  | Total |
| Club                 | Saison         | Matchs      | Buts        | Matchs | Buts  | Matchs   | Buts     | Matchs | Buts  |
| -------------------- | -------------- | ----------- | ----------- | ------ | ----- | -------- | -------- | ------ | ----- |
| Universidad de Chile | Apertura 2002  | 0           | 0           | –      | –     | –        | –        | 0      | 0     |
| Universidad de Chile | Clausura 2002  | 6           | 0           | –      | –     | –        | –        | 6      | 0     |
| Universidad de Chile | Apertura 2003  | 2           | 0           | –      | –     | -        | -        | 2      | 0     |
| Universidad de Chile | Clausura 2003  | 17          | 0           | 0      | 0     | 0        | 0        | 17     | 0     |
| Universidad de Chile | Apertura 2004  | 3           | 0           | 0      | 0     | 0        | 0        | 3      | 0     |
| Universidad de Chile | Clausura 2004  | 1           | 0           | 0      | 0     | 0        | 0        | 1      | 0     |
| Universidad de Chile | Apertura 2005  | 8           | 0           | 0      | 0     | 0        | 0        | 8      | 0     |
| Universidad de Chile | Clausura 2005  | 4           | 0           | 0      | 0     | 0        | 0        | 4      | 0     |
| Universidad de Chile | Apertura 2006  | 21          | 0           | 0      | 0     | 0        | 0        | 21     | 0     |
| Universidad de Chile | Clausura 2006  | 21          | 0           | 0      | 0     | 0        | 0        | 21     | 0     |
| Universidad de Chile | Apertura 2007  | 20          | 0           | 0      | 0     | 0        | 0        | 20     | 0     |
| Universidad de Chile | Clausura 2007  | 24          | 0           | 0      | 0     | 0        | 0        | 24     | 0     |
| Universidad de Chile | Apertura 2008  | 22          | 0           | 0      | 0     | 0        | 0        | 22     | 0     |
| Universidad de Chile | Clausura 2008  | 20          | 0           | 0      | 0     | 0        | 0        | 20     | 0     |
| Universidad de Chile | Apertura 2009  | 19          | 0           | 0      | 0     | 0        | 0        | 19     | 0     |
| Universidad de Chile | Clausura 2009  | 11          | 0           | 0      | 0     | 4        | 0        | 15     | 0     |
| Universidad de Chile | Apertura 2010  | 15          | 0           | 0      | 0     | 10       | 0        | 25     | 0     |
| Total Carrière       | Total Carrière | 214         | 0           | 0      | 0     | 14       | 0        | 228    | 0     |

- Amérique = Sudamericana et Libertadores

## Palmarès

### Club
Universidad de Chile
- Championnat du Chili : Apertura : 2009

### Individuel
- Meilleur gardien de but d'Amérique du Sud : 2009
- Meilleur gardien de but de la Copa Sudamericana : 2009
- Meilleur gardien de but de l'« équipe idéale d'Amérique » : 2009